# Eulogio Tintel
Eulogio Tintel (* Villa Hayes, Paraguay, 10 de julio de 1987). es un futbolista Paraguayo que juega de defensa en el Caacupé Football Club.

## Clubes
| Club              | País     | Año           |
| ----------------- | -------- | ------------- |
| Capitán Figari    | Paraguay | 2008          |
| Silvio Pettirossi | Paraguay | 2009          |
| Deportivo Santaní | Paraguay | 2010          |
| General Caballero | Paraguay | 2011          |
| Deportivo Santaní | Paraguay | 2012          |
| Capitán Figari    | Paraguay | 2013          |
| Caacupé           | Paraguay | 2016-presente |